# 쓰카모토역
쓰카모토역(일본어: 塚本駅, つかもとえき)은 일본 오사카부 오사카시 요도가와구에 있는 철도역이다. 서일본 여객철도 (JR 서일본)가 관할하는 도카이도 본선 (JR 고베 선)이 지난다. JR 고베 선의 보통 열차 외에도 JR 다카라즈카 선 직통의 열차도 운행되고 있다.

## 역 구조
2면 4선의 섬식 플랫폼이 있는 고가역. 외측선의 플랫폼은 철책을 쳐놓아 (일부 개폐가능), 평소에는 여객을 취급할 수 없다. 때문에, JR 다카라즈카 선 직통의 보통 열차 중, 외측선을 주행하는 열차 (오사카 발)의 경우에는 전부 통과하지만 내측선을 주행하는 JR 교토 선 직통의 보통 열차는 전부 정차한다.
ICOCA, J스루 카드를 이용할 수 있으며, ICOCA의 상호 이용카드인 IC카드들도 이용가능하다. JR의 특정 도·구·시내 제도에따라서 오사카시내의 역에 속해있다.

### 승강장
↑오사카·교토 방면

| １２ | | ３４ |

산노미야·니시아카시 방면↓
| 1 (상행 외측선) | ● JR 고베 선·JR 교토 선         | 통과열차만 존재, 폐쇄되어 있음    |
| 2 (상행 내측선) | ● JR 교토 선*                   | 다카쓰키·나가오카쿄·교토 방면     |
| 3 (하행 내측선) | ● JR 고베 선                    | 아마가사키·산노미야·니시아카시    |
| 3 (하행 내측선) | ● JR 다카라즈카 선              | 아마가사키·다카라즈카·신산다 방면 |
| 4 (하행 외측선) | ● JR 고베 선·● JR 다카라즈카 선 | 통과열차만 존재, 폐쇄되어 있음    |

- JR 교토 선의 원래 기점은 오사카 역이나, 대다수가 상호 직통하는 관계로 이렇게 표기하고 있다 (신오사카역과 같은 원리).

## 역세권 정보
역의 대부분은 요도가와 구에 있지만, 남쪽 출구등 일부에 걸쳐서 니시요도가와구에 속한 부분도 있다.

## 역사
- 1934년 7월 20일 - 일본국유철도의 역으로 개업. 여객 취급만. 개업당시에는 삼각형의 지붕을 올린 서양풍의 건물이었다.
- 1945년 6월 15일 - 공습으로 역사 소실.
- 1948년 5월 - 2대 역사 개축.
- 1967년 1월 10일 - 고가화 공사 착공.
- 1970년 10월 1일 - 역사 개축 공사 착공.
- 1972년 10월 1일 - 3대 역사 준공.
- 1987년 4월 1일 - 일본국유철도 분할 민영화로 서일본 여객철도의 관할이 됨.

## 기타 사항
- 인접한 아마가사키 역까지의 역간 거리는 JR 고베 선 내에서 최장.
- 이 역부터 JR 도자이 선의 가시마역까지 가는 경우, 오사카 시내의 승차권만으로도 오사카 시가 아니라 효고현 아마가사키시에 위치하고 있는 아마가사키 역을 경유할 수 있는 특례가 있다 (아마가사키까지의 운임은 불필요).

## 인접 역
| 서일본 여객철도 도카이도 본선 | 서일본 여객철도 도카이도 본선 | 서일본 여객철도 도카이도 본선       |
| ----------------------------- | ----------------------------- | ----------------------------------- |
| 오사카 ·교토 방면             | ● JR 고베 선 ■ 보통           | 아마가사키 산노미야·니시아카시 방면 |
| 오사카 오사카·다카쓰키 방면   | ● JR 다카라즈카 선 ■ 보통     | 아마가사키 다카라즈카·신산다 방면   |